# Louis-Cyrille Cottin
Pour les articles homonymes, voir Cottin.
Louis-Cyrille Cottin, né le 3 avril 1838 à Jujurieux et mort le 25 février 1905 à Lyon, est un homme d'affaires français. Il tient sa fortune d'une affaire familiale de soieries créée en 1830 dans laquelle il est associé avec les petits-fils de Claude-Joseph Bonnet.

## Biographie
En 1863 il épouse Louise Payen, issue d'une nombreuse famille de la grande bourgeoisie lyonnaise, et dont les descendants comptent de nombreuses alliances dans la noblesse française. Ils ont sept enfants, dont Cyrille Edouard Cottin, le cofondateur de la société automobile Cottin & Desgouttes.

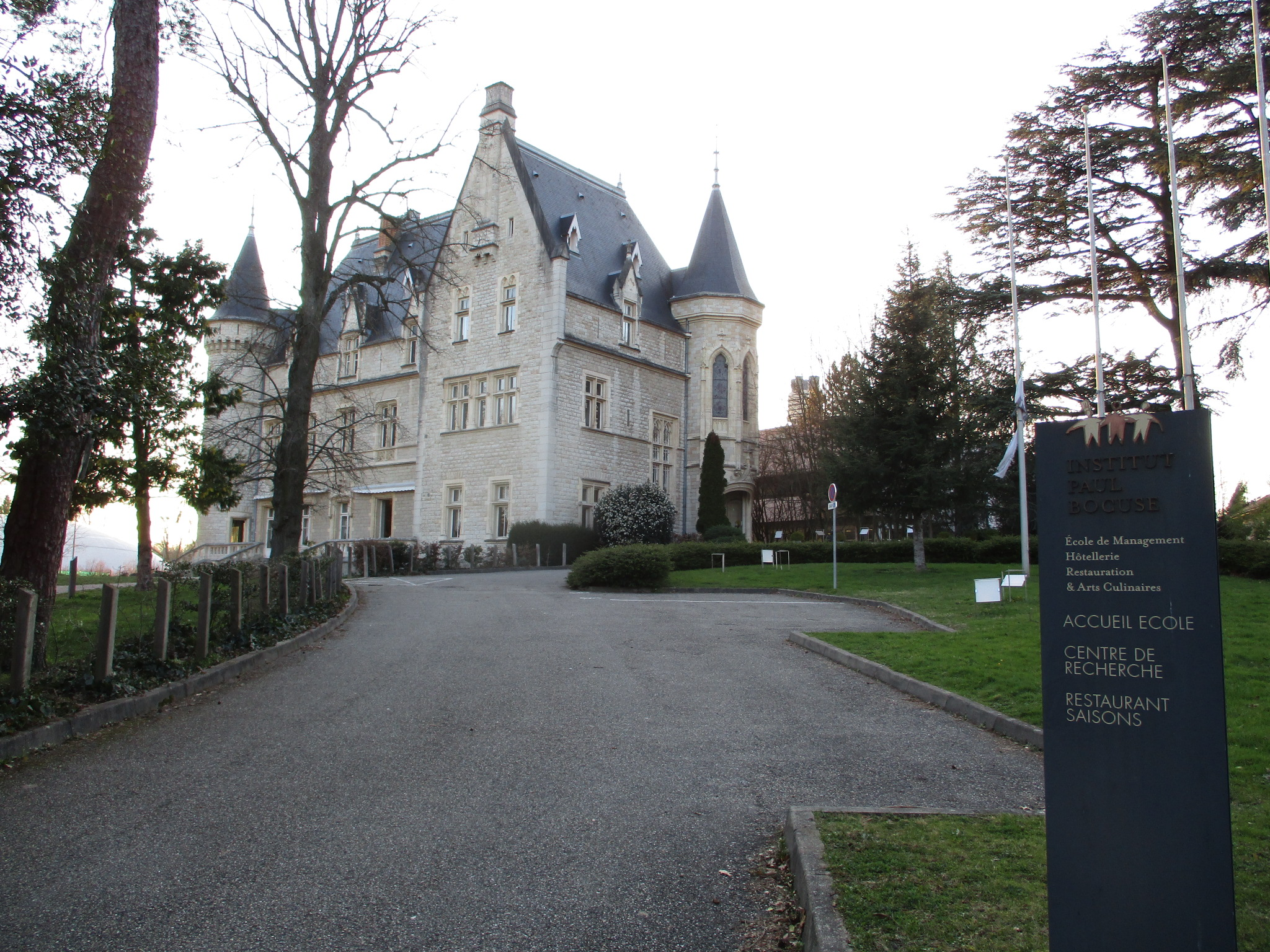
Château du Vivier.

En 1880, il fait élever à Écully, sur un site où il occupait un chalet prêté par son beau père, Le Vivier, un château de style néogothique. Il passe commande à l'architecte Cahuzac, élève d'Eugène Viollet-le-Duc, d'une construction dans le goût des châteaux de la Loire, « un petit Azay-le-Rideau ». L'ensemble est imposant : trente-cinq pièces autour d'un donjon de plus de trente mètres de hauteur, avec un parc aménagé par le paysagiste Luizet. Il abrite aujourd'hui l'Institut Lyfe, école culinaire créée par Paul Bocuse.